# 井田茂
井田 茂（いだ しげる、1960年 - ）は、日本の惑星科学者・地球科学者。専門は、惑星物理学。東京工業大学教授を歴任。元日本惑星科学会会長。

## 略歴
- 1960年：東京都に生まれる。中高生の頃から科学者を志すようになる。
- 1984年：京都大学理学部物理系卒業
- 1989年3月：東京大学大学院理学系研究科地球物理学専攻博士課程修了、理学博士の学位を取得。
- 1990年：東京大学教養学部宇宙地球科学教室の助手となる。
- 1993年：東京工業大学理学部地球・惑星科学科助教授
- 1995年：カリフォルニア大学サンタクルーズ校、コロラド大学ボルダー校に留学。
- 1997年：帰国
- 2006年：東京工業大学理学部地球惑星科学科教授
- 2007年：日本天文学会林忠四郎賞受賞（受賞対象題目「惑星系形成過程の理論的研究」）。

## 業績
井田はコロラド大学に留学中、同大学の研究者とのグループ研究で約46億年前生まれたばかりの地球の周囲に広がる岩石の破片が衝突を繰り返し、約1年で月が形成されたこと（ジャイアント・インパクト説）をパーソナルコンピュータで計算し、1997年にネイチャーに発表した。

## 著書
- 『惑星学が解いた宇宙の謎』 洋泉社〈新書y〉、2002年、ISBN 4-89691-633-6
- 『異形の惑星 - 系外惑星形成理論から』 日本放送出版協会〈NHKブックス〉、2003年、ISBN 4-14-001966-2
- 『系外惑星』 東京大学出版会、2007年、ISBN 978-4-13-060749-0
- 『スーパーアース 地球外生命はいるのか』PHPサイエンス・ワールド新書 2011
- 『系外惑星 宇宙と生命のナゾを解く』ちくまプリマー新書 2012
- 『太陽系外の惑星をさがす 科学と人間』NHK出版　NHKシリーズ カルチャーラジオ　2016
- 『系外惑星と太陽系』岩波新書 2017

### 共著
- 小久保英一郎 共著『一億個の地球』 岩波書店〈岩波科学ライブラリー71〉、1999年
- 爆笑問題共著『爆笑問題のニッポンの教養 宇宙人はどこにいるのか? 惑星科学』 講談社、2007年
- 『宇宙は"地球"であふれている 見えてきた系外惑星の素顔』佐藤文衛,田村元秀,須藤靖,大島修,アストロアーツ共編著　技術評論社　知りたい!サイエンス　2008
- 『太陽系と惑星』渡部潤一,佐々木晶共編　日本評論社・シリーズ現代の天文学 2008
- 『ここまでわかった新・太陽系 太陽も地球も月も同じときにできてるの?銀河系に地球型惑星はどれだけあるの?』中本泰史共著　ソフトバンククリエイティブ・サイエンス・アイ新書 2009
- 『地球外生命 われわれは孤独か』長沼毅共著　岩波新書 2014
- 『惑星形成の物理 太陽系と系外惑星系の形成論入門』中本泰史共著　共立出版　基本法則から読み解く物理学最前線 2015
- 『系外惑星の事典』田村元秀,生駒大洋,関根康人共編集　朝倉書店　2016

## 論文
- 国立情報学研究所収録論文 国立情報学研究所

## TV出演
- 爆笑問題のニッポンの教養（2007年5月11日放送、NHK総合テレビ）
- 宇宙一せまい授業!（2008年、あっ!とおどろく放送局）
- 又吉直樹のヘウレーカ!（2018年7月25日、12月26日、NHK Eテレ）
- カズレーザーと学ぶ。(2023年7月4日、日本テレビ)